# Мобек (Воклюз)
Мобе́к (фр. Maubec, окс. Maubèc) — коммуна во французском департаменте Воклюз региона Прованс — Альпы — Лазурный Берег. Относится к кантону Кавайон.

## Географическое положение

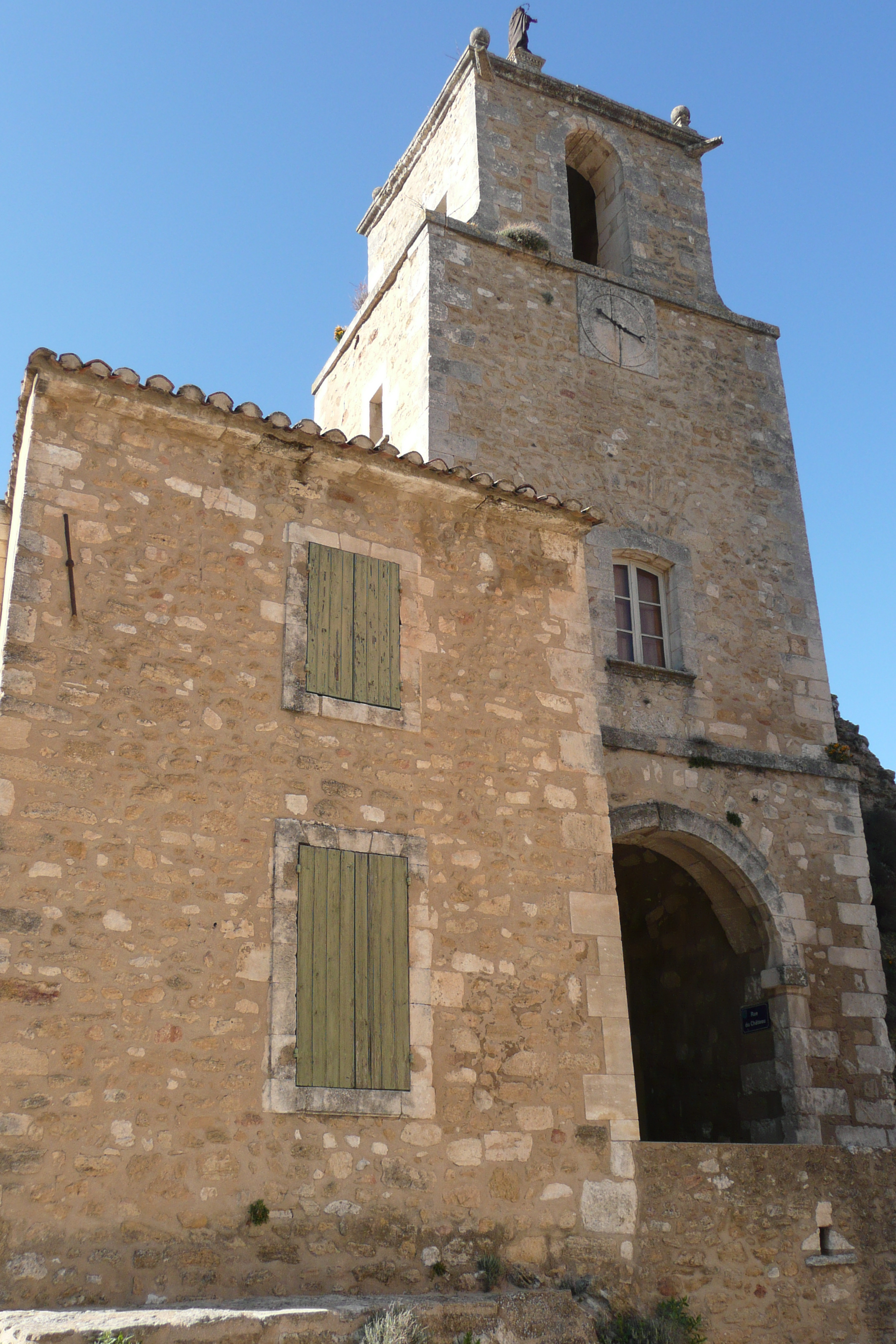
Замок Мобек

Мобек расположен в 29 км к юго-востоку от Авиньона и в 8 км к востоку от Кавайона. Соседние коммуны: Кустелле на севере, Оппед и Бометт на востоке, Тайад, Робьон и Кавайон на западе.
Находится на краю Регионального природного парка Люберон.

## Демография
Население коммуны на 2010 год составляло 1874 человека.
| 1962 | 1968 | 1975 | 1982 | 1990 | 1999 | 2010 |
| ---- | ---- | ---- | ---- | ---- | ---- | ---- |
| 570  | 568  | 697  | 973  | 1199 | 1581 | 1874 |

## Достопримечательности
- Замок Мобек, восстановлен.
- Церковь Сен-Морис, 1753 года, построена в стиле барокко.
- Беффруа XVIII века, статуя Богородицы.
- Мосы через Кавалон, реконструирован в 1886 году.
- Оратория близ фермы Сен-Бодиль.
- Старинная станция дилижансов и часовня.